# Class
Class – brytyjski serial science-fiction, spin-off serialu Doktor Who. Pierwszy odcinek miał premierę 22 października 2016 roku w Wielkiej Brytanii. Jest on produkowany przez Dereka Ritchiego, który wcześniej był producentem dziewiątej serii serialu Doktor Who.
W Stanach Zjednoczonych w dniach 17 i 19 kwietnia 2017 roku w niektórych kinach na terenie kraju odbyły się premierowe pokazy odcinka The Pilot serialu Doktor Who. Odcinek ten został wyświetlony razem z pierwszym odcinkiem serialu Class. 

## Produkcja
Produkcja serialu została ogłoszona 1 października 2015. Producentem wykonawczym został Steven Moffat. 27 kwietnia ogłoszono, że szkoła znana z serialu Doktor Who, Coal Hill przestanie być szkołą średnią, a przekształci się w szkołę wyższą o nazwie Coal Hill Academy.
Zdjęcia ruszyły 4 kwietnia 2016 w Cardiff, a zakończyły się 2 września tego samego roku.
W czołówce każdego odcinka pojawia się skrócona wersja piosenki „Up All Night”, autorstwa Alexa Clarego.

## Fabuła
Serial opowiada o życiu studentów i nauczycieli z Coal Hill Academy, którzy muszą połączyć swoje prywatne życie z walką z potworami, które chcą sprowadzić chaos na ziemię.

## Obsada
- Greg Austin – Charlie Smith[9]
- Fady Elsayed – Ram Singh[10]
- Sophie Hopkins – April MacLean
- Vivian Oparah – Tanya Adeola[11]
- Katherine Kelly – Pani Quill[12]
- Jordan Renzo – Matteusz Andrzejewski[13]
- Nigel Betts – Pan Armitage[14]
- Pooky Quesnel – Dorothea Anes[15]
- Paul Marc Davis – Corakinus[16]
- Anna Shaffer – Rachel[17]
- Cyril Nri – Chair[18]
- Ben Peel – trener Dawson[19]
- Shannon Murray – Jackie[19]
- Peter Capaldi – Doktor[20]

## Odcinki
Seria składa się z ośmiu odcinków. Scenariusz do nich wszystkich jest napisany przez Patricka Nessa, a rolę reżysera pełnią Edward Bazalgette, Philippa Langdale, Wayne Yip oraz Julian Holmes.
| 1 | For Tonight We Might Die                   | Edward Bazalgette | Patrick Ness | 22 października 2016 |
| W Coal Hill Academy wraz z nowym semestrem do szkoły przychodzą nowi uczniowie, w tym Charlie, Ram, Tanya, April i Matteusz. Po kilku pierwszych dniach część z nich zauważa niestandardowo poruszające się cienie, a niedługo po tym zjawiają się obcy szukający jakiegoś księcia. Gdy kosmici atakują April, na pomoc jej przybywa Charlie i jedna z nauczycielek, pani Quill. Okazuje się, że oboje pochodzą z obcej planety, a szukanym księciem jest Charlie. Podczas balu zorganizowanym przez April kosmici po raz kolejny atakują, a na ratunek tym razem przybywa im Doktor, który powierza uczniom misję bronienia Ziemi przed niebezpiecznymi stworzeniami z kosmosu, a pani Quill ma mieć nad tym nadzór. |                                            |                   |              |                      |
| 2 | The Coach with the Dragon Tattoo           | Edward Bazalgette | Patrick Ness | 22 października 2016 |
| Ram próbuje odzyskać sprawność po ataku kosmitów, którzy uszkodzili mu nogę. Jego trener w piłce nożnej krytykuje go za słabsze wyniki. Po meczu Ram zauważa na podłodze człowieka obdartego ze skóry, lecz wkrótce potym zwłoki znikają bez śladu. Okazuje się, że Tanya, April i Charlie byli naocznymi świadkami oberwania ze skóry przez istotę przypominającą smoka. Grupa współpracując odkrywa, że z tą istotą jest związany tajemniczy tatuaż na skórze trenera Dawsona. |                                            |                   |              |                      |
| 3 | Nightvisiting                              | Edward Bazalgette | Patrick Ness | 29 października 2016 |
| 4 | Co-Owner of a Lonely Heart                 | Philippa Langdale | Patrick Ness | 5 listopada 2016     |
| 5 | Brave-ish Heart                            | Philippa Langdale | Patrick Ness | 12 listopada 2016    |
| 6 | Detained                                   | Wayne Yip         | Patrick Ness | 19 listopada 2016    |
| 7 | The Metaphysical Engine, or What Quill Did | Wayne Yip         | Patrick Ness | 26 listopada 2016    |
| 8 | The Lost                                   | Julian Holmes     | Patrick Ness | 3 grudnia 2016       |

## Emisja
Odcinki miały swoją premierę w Wielkiej Brytanii co tydzień o 10:00 w internetowej wersji kanału BBC Three, natomiast powtórki były emitowane na BBC One. Odcinki są dostępne w BBC Store zaraz po premierze.
8 stycznia 2016 została potwierdzona informacja, że Class zostanie wyemitowany również w Stanach Zjednoczonych na kanale BBC America, a swoją premierę ma mieć w styczniu 2017 roku. W Kanadzie serial miał premierę 22 października 2016 r. na kanale Space.
We wrześniu potwierdzono, że serial pojawi się również w Australii. 22 października pojawiły się dwa pierwsze odcinki w trybie przyśpieszonym na internetowej platformie kanału ABC, po czym, 24 października nastąpiła premiera tych odcinków na kanale ABC2.

## Książki
27 października zostały wydane 3 książki związane z serialem:
- Joyride, autorstwa Guya Adamsa
- What She Does Next Will Astound You, autorstwa Jamesa Gossa
- The Stone House, autorstwa A.K. Benedicta